# Pedaria alternans
Pedaria alternans là một loài bọ cánh cứng trong họ Bọ hung (Scarabaeidae).